# Bogislaw X.

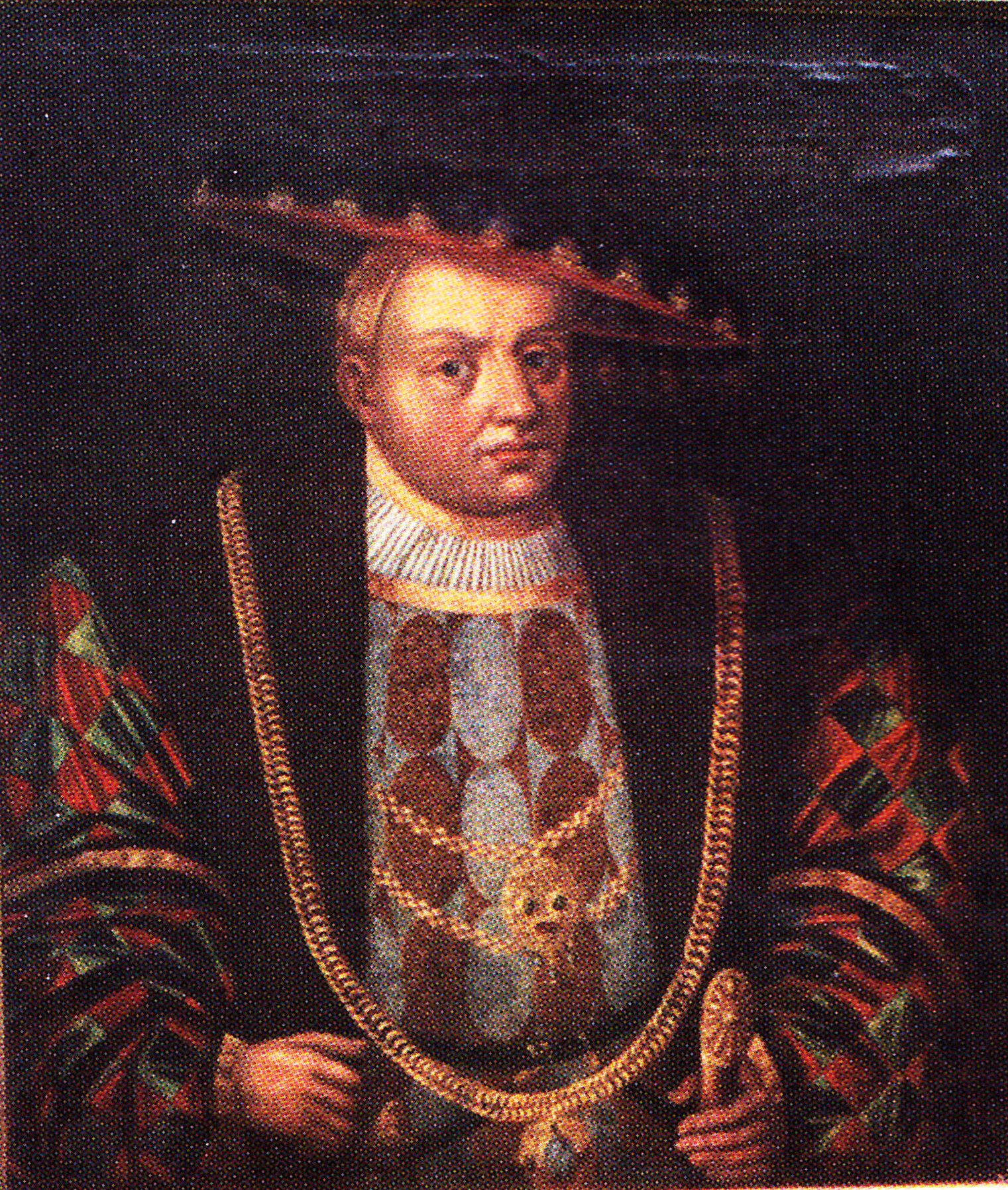
Herzog Bogislaw X. (der Große) von Pommern

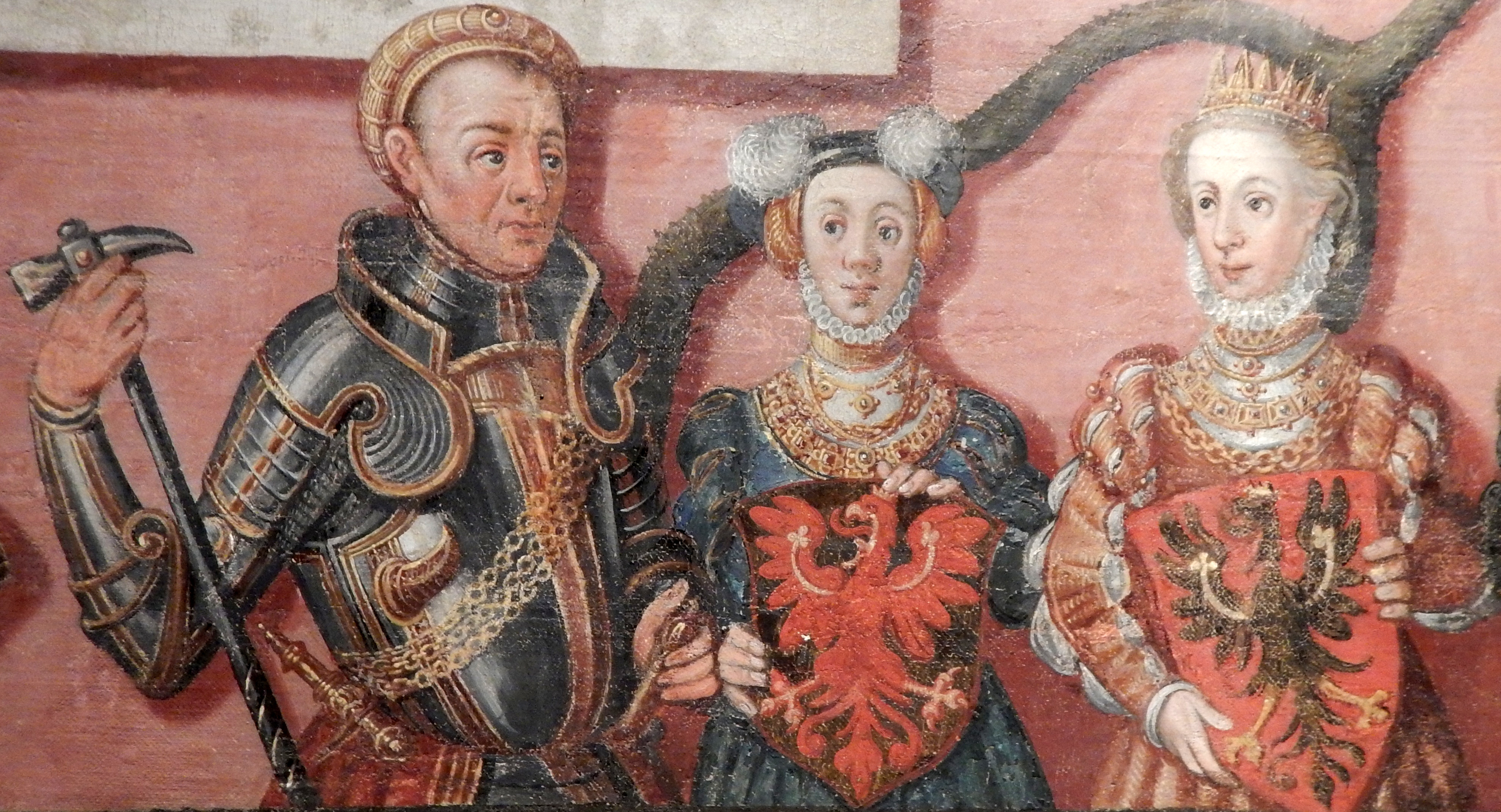
Bogislaw X. mit seinen beiden Gemahlinnen, aus dem Stammbaum der Greifen von Cornelius Krommeny, 1598.

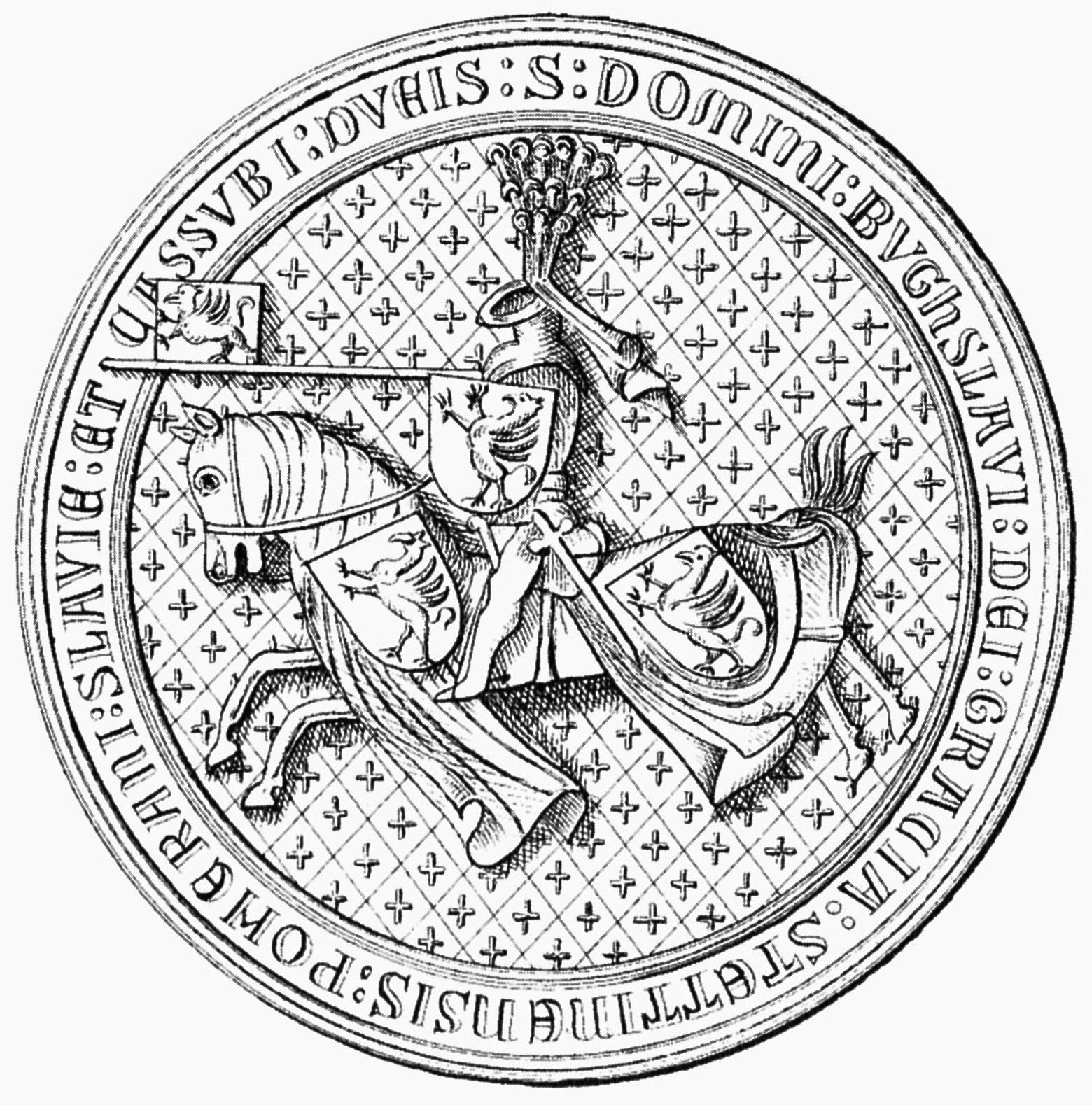
Secretsiegel von Herzog Bogislaw X. 1508 – Umzeichnung von Theodor Pyl.

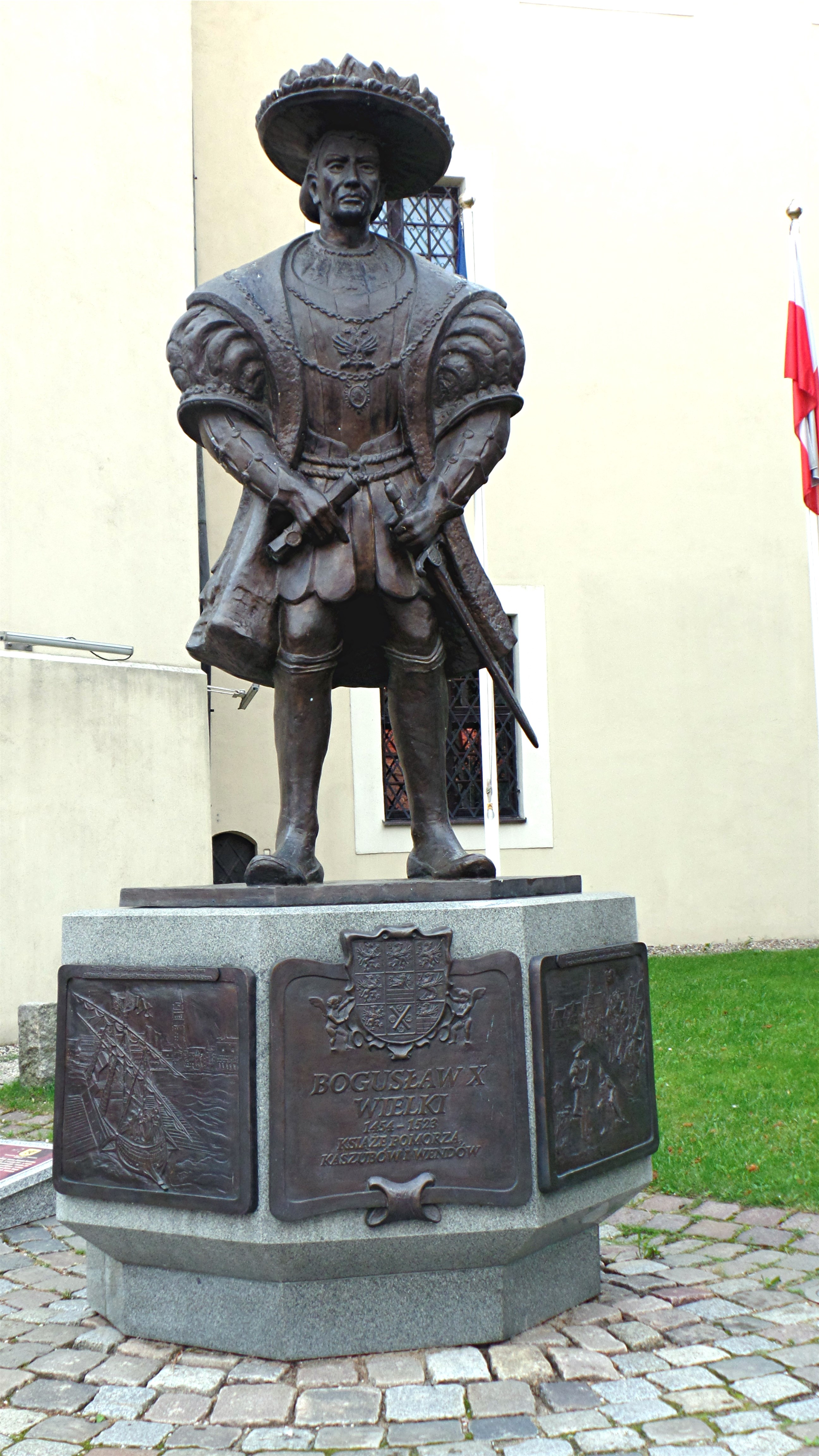
Denkmal von Bogislaw X. vor dem Schloss in Stolp

Bogislaw X., der Große, (* 28. Mai, 29. Mai oder 3. Juni 1454 in Rügenwalde; † 5. Oktober 1523 in Stettin) war ein Herzog von Pommern aus dem Greifenhaus. Unter seiner Regierung war seit 1478 ganz Pommern wieder unter einem Herrscher vereint.

## Leben
Sein Vater war Herzog Erich II. von Pommern-Wolgast, seine Mutter Sophia die Tochter von Herzog Bogislaw IX. von Pommern-Wolgast-Stolp. Bogislaw folgte seinem Vater 1474 in der Regierung. Nach dem Tod seines Onkels, Wartislaw X., fiel ihm 1478 auch dessen Herrschaftsbereich zu. Zum ersten Mal seit 200 Jahren war nun Pommern wieder unter einem Herrscher vereint, da bereits zuvor die Wolgaster Herzöge Wartislaw X. und Erich II. die Erbfolge der 1464 mit Otto III. erloschenen Stettiner Linie gegen brandenburgische Ansprüche hatten behaupten können.
Das Verhältnis zu Brandenburg, das die Lehnsherrschaft über Pommern beanspruchte, blieb zeit seines Lebens das wichtigste außenpolitische Problem für Bogislaw X. Anfangs verweigerte er die Lehnshuldigung, wofür er bei König Kasimir IV. von Polen Unterstützung fand. Dann heiratete er 1477 Margareta von Brandenburg, die Tochter des Kurfürsten von Brandenburg, und nahm 1479 schließlich Pommern-Stettin wie auch Pommern-Wolgast von Brandenburg zu Lehen. 1493 konnte Bogislaw mit dem Vertrag von Pyritz die Lehnshoheit Brandenburgs abmildern. Ihm und seinen Nachkommen wurde die Lehnshuldigung erlassen. Im Gegenzug musste er den in Brandenburg regierenden Hohenzollern die Erbfolge für den Fall, dass das pommersche Herzogshaus ausstirbt, gewähren.
Durch seine Heiratspolitik verband Bogislaw die Greifendynastie mit den bedeutendsten Fürstenhäusern im norddeutschen Raum und mit dem dänischen Königshaus. Gute Beziehungen hatte er auch zu Herzog Georg von Sachsen, der Taufpate seines ältesten Sohnes Georg war.
1492 war er am Sternberger Hostienschänderprozess beteiligt, in dessen Ergebnis 27 Juden auf dem Scheiterhaufen verbrannt wurden und alle übrigen Mecklenburg verlassen mussten. Ebenso wie die Mecklenburger Herzöge vertrieb auch Bogislaw X. die ansässigen Schutzjuden aus seinem Territorium.
1496 reiste Bogislaw nach Innsbruck zu König Maximilian I., der zu einem Römerzug geladen hatte. Da dieser nicht stattfand, reiste der Herzog stattdessen über Venedig und Padua nach Jerusalem. Dort wurde er 1496 zum Ritter vom Heiligen Grab geschlagen. Auf der Rückreise übertrug ihm der Papst in Rom das Besetzungsrecht für das pommersche Bistum Cammin sowie für weitere bedeutende Pfründen in Pommern. Im April 1498 kehrte Bogislaw nach Stettin zurück. Aus Italien brachte er die Juristen Petrus von Ravenna, der für einige Jahre Professor an der Universität Greifswald wurde, und Johannes von Kitscher mit.
Zurück in der Heimat setzte Bogislaw die Modernisierung der Landesverwaltung fort. An die Stelle quasi erblicher Vogteien traten allein dem Herzog verpflichtete Beamte, von denen viele auch über eine Universitätsausbildung verfügten. Im Jahr 1489 wurde eine neue Münzordnung erlassen. 1492 erließ er in Ueckermünde  eine Holzordnung. In seine Regierungszeit fällt auch die Einführung des römischen Rechts, von dem u. a. das langobardische Lehnsrecht ein Bestandteil war. Dieses verlangte Schriftlichkeit und so verwundert es nicht, dass die meisten ältesten Lehnbriefe des pommerschen Adels aus der Regierungszeit Bogislaws X. stammen. Die Macht der Städte versuchte der Herzog ebenfalls zu brechen, war hier aber insbesondere bei dem fast eigenständigen Stralsund, der größten Stadt Pommerns bis ins 18. Jahrhundert, weniger erfolgreich. Die alten Herzogsburgen in Wolgast und Stettin ließ der Herzog zu Residenzen ausbauen, die seinen Ansprüchen an eine glanzvolle Hofhaltung im Stil der beginnenden Renaissance in Deutschland entsprachen. In Wolgast entstand damit im Laufe der nächsten Jahrzehnte ein Stadtschloss, das bis 1625 als Hauptresidenz der Wolgaster Herzöge fungierte, später jedoch bis etwa 1820 vollständig zerstört wurde.
Bogislaw beauftragte 1517 Johannes Bugenhagen, der damals im Kloster Belbuck tätig war und später der bedeutendste Reformator Pommerns wurde, mit der Zusammenstellung einer pommerschen Landesgeschichte. Diese veröffentlichte Bugenhagen unter dem Titel Pomerania 1518 in lateinischer Sprache.
Über die letzten Lebensjahre des Herzogs wissen die Chronisten wenig Gutes zu berichten. Er soll ein ausschweifendes Leben geführt und die Regierungsgeschäfte vernachlässigt haben. Die Anerkennung Pommerns als Reichsfürstentum durch Ausstellung eines kaiserlichen Lehnbriefes auf dem Reichstag zu Worms (1521) erwirkte er noch persönlich, war auch nochmals zwei Jahre später auf dem Nürnberger Reichstag anwesend, um die Rechte Pommerns gegen die brandenburgischen Ansprüche zu verteidigen; hier begleitete ihn der Stralsunder Bürgermeister Nikolaus Smiterlow. Auch die Anfänge der Reformation in Pommern erlebte er noch, blieb aber in dieser Hinsicht untätig.
Bogislaw X. verstarb am 5. Oktober 1523 in Stettin, wo er in der Ottenkirche beigesetzt wurde. In die Regierung folgten ihm seine Söhne Georg I. und Barnim IX.

## Ehe und Nachkommen
Bereits 1464 wurde Bogislaw mit Anna, Tochter von Herzog Heinrich IV. von Mecklenburg, verlobt, die jedoch im selben Jahr starb.
Herzog Bogislaw X. heiratete am 21. September 1477 Margareta von Brandenburg, die Tochter des Kurfürsten Friedrich II. von Brandenburg. Margarete starb im Jahre 1489; die Ehe blieb kinderlos.
Mit seiner zweiten Gemahlin, Anna von Polen (* 1476; † 1503), der Tochter König Kasimirs IV., die er am 2. Februar  1491 in Stettin heiratete, als sie erst 14 Jahre alt war, hatte er acht Kinder:
- Anna (* 1492; † 1550), sie heiratete im Juni 1515 Herzog Georg I. von Liegnitz und Brieg
- Georg I. (* 1493; † 1531)
- Kasimir (* 1494; † 1518)
- Elisabeth († vor 1518)
- Barnim (* vor 1501; † vor 1501)
- Sophia (* 1498; † 1568), Gemahlin von Friedrich I. von Dänemark, ab 1525 Königin von Dänemark
- Barnim IX. (* 1501; † 1573)
- Otto (* vor 1503; † vor 1518)

Ferner hatte Bogislaw einen unehelichen Sohn Christoph (* um 1480; † unbekannt), der geistliche Ämter bekleidete.

## Sagenhafte Erzählungen
Um Leben und Taten Bogislaws X. haben sich zahlreiche sagenhafte Erzählungen entwickelt, beginnend mit dem Geschichtsschreiber Thomas Kantzow (* 1505; † 1542), der sie als Tatsachen berichtet. Hierzu gehört die Sage von dem Bauern Hans Lange, der sich um den angeblich von seiner Mutter vernachlässigten jungen Fürsten gekümmert habe. Vor allem die Fahrt Bogislaws ins Heilige Land gab Anlass zu sagenhaften Erzählungen, bis hin zu angeblichen Heldentaten des Herzogs bei einem Angriff türkischer Piraten.